# イ・ビョンチャン
イ・ビョンチャン（韓国語: 이병찬、英語: Lee Byeong-Chan、2005年3月30日 - ）は、大韓民国出身のプロサッカー選手。ポジションはディフェンダー。

## 略歴
富川FC 1995アカデミー出身。2022年12月には富川のトップチームの冬季トレーニングキャンプに参加していたことが報じられている。
2024年4月12日、J3リーグのいわてグルージャ盛岡への加入が発表された。しかし2024年シーズンは公式戦の出場なしに終わり、12月2日に契約満了で退団する旨が発表された。
2025年1月21日、韓国・K4リーグの唐津市民FCに加入したことがいわてグルージャ盛岡より発表された。

## 所属クラブ
- 2016年 - 2017年  富川FC 1995 U-12
- 2018年 - 2020年  富川FC 1995 U-15
- 2021年 - 2023年  富川FC 1995 U-18
- 2024年  いわてグルージャ盛岡
- 2025年 -  唐津市民FC（朝鮮語版）

## 個人成績
| 国内大会個人成績 | 国内大会個人成績 | 国内大会個人成績 | 国内大会個人成績 | 国内大会個人成績 | 国内大会個人成績 | 国内大会個人成績 | 国内大会個人成績 | 国内大会個人成績 | 国内大会個人成績 | 国内大会個人成績 | 国内大会個人成績 |
| 年度             | クラブ           | 背番号           | リーグ           | リーグ戦         | リーグ戦         | リーグ杯         | リーグ杯         | オープン杯       | オープン杯       | 期間通算         | 期間通算         |
| 年度             | クラブ           | 背番号           | リーグ           | 出場             | 得点             | 出場             | 得点             | 出場             | 得点             | 出場             | 得点             |
| 日本             | 日本             | 日本             | 日本             | リーグ戦         | リーグ戦         | リーグ杯         | リーグ杯         | 天皇杯           | 天皇杯           | 期間通算         | 期間通算         |
| ---------------- | ---------------- | ---------------- | ---------------- | ---------------- | ---------------- | ---------------- | ---------------- | ---------------- | ---------------- | ---------------- | ---------------- |
| 2024             | 岩手             | 33               | J3               |                  |                  |                  |                  |                  |                  |                  |                  |
| 通算             | 日本             | 日本             | J3               |                  |                  |                  |                  |                  |                  |                  |                  |
| 総通算           |                  |                  |                  |                  |                  |                  |                  |                  |                  |                  |                  |